# Acyrthosiphon navozovi
Acyrthosiphon navozovi är en insektsart. Acyrthosiphon navozovi ingår i släktet Acyrthosiphon och familjen långrörsbladlöss. Inga underarter finns listade i Catalogue of Life.